# Gamasodes
Gamasodes es un género de ácaros perteneciente a la familia Parasitidae.

## Especies
- Gamasodes aequipilis Athias-Henriot, 1980
- Gamasodes bispinosus (Halbert, 1915)
- Gamasodes buettikeri Samsinak, 1979
- Gamasodes bulgatus Athias-Henriot, 1980
- Gamasodes coprophilus Chelebiev, 1980
- Gamasodes corniculans Athias-Henriot, 1978
- Gamasodes diceras Athias-Henriot, 1980
- Gamasodes guoluoensis Gu & Liu, 1995
- Gamasodes inermis Athias-Henriot, 1978
- Gamasodes marmotae Ma, 1992
- Gamasodes miliaris Athias-Henriot, 1980
- Gamasodes nudus Tseng, 1995
- Gamasodes plenigranosus Athias-Henriot, 1980
- Gamasodes simplex Athias-Henriot, 1978
- Gamasodes sinicus Tian & Gu, 1991
- Gamasodes spinipes (C.L.Koch, 1841)
- Gamasodes tongdensis Li, Yang & Chen, 1999
- Gamasodes viretianus Athias-Henriot, 1980